# Куявские анналы
Куявские анналы (пол. Rocznik Kujawski) — польские анналы кон. XIV в., сохранившиеся в ряде списков, самые старшие из которых относятся к XV в. Название куявские получили от издателя А. Беловски, отметившего таким образом симпатию их автора к князям Куявии Лешеку Чёрному (1241—1288) и Владиславу Локетку (1260/1 — 1333). По мнению А. Беловски Куявские анналы стали одним из источников «Хроники» Янко из Чарнкува. Охватывают период с 1202 по 1376 гг. Описывают главным образом историю Краковского княжества (с 1295 г. — Польского королевства), сообщая в этом контексте отдельные сведения по истории Венгрии, Чехии, Руси, Литвы и Тевтонского ордена.

## Издания
- Rocznik Kujawski / wydal A. Bielowski // MPH, Tomus 3. Lwow. 1878, p. 204-212[2].

## Переводы на русский язык
- Куявские анналы в переводе А. С. Досаева на сайте Восточная литература